# Pysk w pysk
Pysk w pysk – pierwszy solowy album rapera Pyskatego. Ukazał się 9 października 2009 nakładem wytwórni muzycznej Aptaun Records. Płyta była promowana singlami pt. "Co ze mną?" i "Jestem" do których zrealizowano także teledyski. Gościnnie w nagraniach wzięli udział: W.E.N.A., Tomiko, Ten Typ Mes, Aeroe, Rudy MRW, Proceente oraz Ero. W 2010 roku ukazała się reedycja albumu rozszerzona o trzy utwory.
Nagrania dotarły do 39. miejsca zestawienia OLiS. Pochodzący z reedycji albumu utwór pt. "Bez granic" znalazł się na liście "120 najważniejszych polskich utworów hip-hopowych" według serwisu T-Mobile Music.

## Lista utworów
Opracowano na podstawie materiału źródłowego.
1. "Intro/ Witaj w rzeźni" (produkcja: Henson, Złote Twarze, scratche: The Returners)
2. "Śmierć" (produkcja: Henson, scratche: DJ Medyk, gościnnie: W.E.N.A.)[A]
3. "Na baczność" (produkcja: Złote Twarze)
4. "100%" (produkcja: Siwers)
5. "AA Skit"
6. "Dziękuję, nie piję" (produkcja: Kamilson, gościnnie: Tomiko, Ten Typ Mes)
7. "Oszukać przeznaczenie" (produkcja: Złote Twarze)
8. "Postaw na mnie" (produkcja, scratche: The Returners, gościnnie: Aeroe)[B]
9. "Pysk w pysk" (produkcja: $wir)
10. "Moi ludzie" (produkcja: Kuba O., gościnnie: Tomiko, Rudy MRW)
11. "Radio Skit" (gościnnie: Proceente)
12. "Jestem" (produkcja: Henson, scratche: DJ BRK)
13. "Matki, żony i kochanki" (produkcja: 101 Decybeli)[C]
14. "Kocham ten projekt" (produkcja: Kixnare, scratche: DJ Medyk)
15. "Brudne myśli" (produkcja: Khysiakas, scratche: DJ Fejm, gościnnie: Ero)
16. "Co ze mną?" (produkcja: Henson, scratche: DJ BRK)

Utwory dodatkowe na wznowieniu z 2010 roku
1. "Brudne myśli" (The Returners Remix) (produkcja, scratche: The Returners, gościnnie: Ero)
2. "Jestem" (Zjawin Remix) (produkcja: Zjawin, scratche: DJ BRK)
3. "Bez granic" (produkcja, scratche: The Returners, gościnnie: Fokus, Małolat, Łona, Fu, Ten Typ Mes, Tomiko, Termanology, O.S.T.R., Ero, Eldo)[D]

Notatki
- A^ W utworze wykorzystano sample z piosenek "Life's a Bitch" i "Nas Is Like" w wykonaniu Nasa[9].
- B^ W utworze wykorzystano sample z piosenki "Walking Around the Stormy Bay" w wykonaniu SBB[9].
- C^ W utworze wykorzystano sample z piosenki "Mother's Theme (Mama)" w wykonaniu Williego Hutcha[9].
- D^ W utworze wykorzystano sample z piosenek "We've Only Just Begun" w wykonaniu O’Donela Levy’ego i "They Reminisce Over You (T.R.O.Y.)" Pete’a Rocka & C.L. Smootha[9].